# Ngân hàng Phát triển Việt Nam
Ngân hàng Phát triển Việt Nam (tên giao dịch tiếng Anh: Vietnam Development Bank, viết tắt: VDB) là tổ chức tín dụng thuộc Chính phủ Việt Nam, được thành lập theo Quyết định 108/2006/QĐ-TTg của Thủ tướng Chính phủ ngày 19 tháng 5 năm 2006. Là một trong hai ngân hàng chính sách của Việt Nam, VDB có mục tiêu đóng góp vào quá trình xóa đói giảm nghèo thông qua các khoản vay cho các công trình xây dựng thủy lợi và giao thông nông thôn, xây dựng cơ sở hạ tầng cho các làng nghề, xây dựng cơ sở hạ tầng kinh tế xã hội cho các vùng sâu, vùng xa và hỗ trợ xuất khẩu.

## Lịch sử phát triển
Ngày 8 tháng 7 năm 1999, Chính phủ ra Nghị định 50/1999/NĐ-CP thành lập Quỹ hỗ trợ phát triển để huy động vốn trung và dài hạn, tiếp nhận và quản lý các nguồn vốn của Nhà nước dành cho tín dụng đầu tư phát triển để thực hiện chính sách hỗ trợ đầu tư phát triển của Nhà nước. Quỹ này có vốn điều lệ 3.000 tỉ đồng, hoạt động không vì mục đích lợi nhuận.
Ngày 19 tháng 5 năm 2006, Thủ tướng Chính phủ đã ban hành Quyết định số 108/2006/QĐ-TTg về việc thành lập Ngân hàng phát triển Việt Nam trên cơ sở tổ chức lại hệ thống Quỹ Hỗ trợ phát triển để thực hiện chính sách tín dụng đầu tư và tín dụng xuất khẩu của Nhà nước. Vốn điều lệ là 5.000 tỷ đồng. 
Ngày 30 tháng 3 năm 2007, Thủ tướng Chính phủ ra Quyết định số 44/2007/QĐ-TTg ngày 30/03/2007 về việc ban hành Quy chế quản lý tài chính đối với Ngân hàng Phát triển Việt Nam, theo đó Ngân hàng Phát triển Việt Nam có vốn điều lệ là 10.000 tỷ đồng.
Năm 2015, VDB có vốn điều lệ là 30.000 tỉ đồng.

## Đặc điểm
Ngân hàng Phát triển Việt Nam không nhận tiền gửi từ dân cư, hoạt động không vì mục đích lợi nhuận, tỉ lệ dự trữ bắt buộc bằng 0%, không phải tham gia bảo hiểm tiền gửi, được Chính phủ bảo đảm khả năng thanh toán, được miễn nộp thuế và các khoản nộp ngân sách nhà nước. Tuy nhiên, ngân hàng vẫn chịu sự điều tiết của Luật các tổ chức tín dụng, do vậy vẫn phải chấp hành các quy định trong việc thực hiện chính sách tiền tệ, chính sách tín dụng, và quản lý ngoại hối của Ngân hàng Nhà nước Việt Nam. VDB hoạt động theo Nghị định 32/2017/NĐ-CP ngày 31 tháng 3 năm 2017 và Nghị định số 78/2023/NĐ-CP sửa đổi, bổ sung ngày 07 tháng 11 năm 2023  về tín dụng đầu tư của Nhà nước.

## Mô hình tổ chức
Ngân hàng Phát triển Việt Nam hoạt động theo mô hình công ty trách nhiệm hữu hạn một thành viên do Nhà nước nắm giữ 100% vốn điều lệ. Cơ cấu tổ chức quản lý của VDB gồm Hội đồng quản trị, Ban kiểm soát, Tổng giám đốc và bộ máy giúp việc. Hội đồng quản trị là cơ quan quản trị, thực hiện một số nhiệm vụ, quyền hạn của chủ sở hữu vốn nhà nước tại VDB, nhân danh VDB để quyết định, thực hiện các nhiệm vụ và quyền hạn của VDB, trừ những vấn đề thuộc thẩm quyền của chủ sở hữu, Bộ Tài chính. Số thành viên của Hội đồng quản trị tối đa là năm người, làm việc theo chế độ chuyên trách. Tổng giám đốc là thành viên Hội đồng quản trị.
Ngân hàng được quyền thành lập công ty con hoặc tham gia thành lập các công ty liên kết trong và ngoài nước để quản lý, khai thác, bán tài sản để thu hồi nợ sau khi có sự đồng ý của Thủ tướng Chính phủ.

## Sản phẩm, dịch vụ
- Huy động, tiếp nhận vốn của các tổ chức trong và ngoài nước để thực hiện tín dụng đầu tư phát triển và tín dụng xuất khẩu của nhà nước theo quy định của Chính phủ.
- Thực hiện chính sách tín dụng đầu tư phát triển như cho vay đầu tư phát triển, hỗ trợ sau đầu tư, bảo lãnh tín dụng đầu tư.
- Thực hiện chính sách tín dụng XK như cho vay XK, bảo lãnh tín dụng XK, bảo lãnh dự thầu và bảo lãnh thực hiện hợp đồng XK.
- Nhận ủy thác quản lý nguồn vốn ODA được Chính phủ cho vay lại; nhận ủy thác, cấp phát cho vay đầu tư và thu hồi nợ của khách hàng từ các tổ chức trong và ngoài nước thông qua hợp đồng nhận ủy thác giữa Ngân hàng Phát triển với các tổ chức ủy thác.
- Cung ứng các dịch vụ thanh toán cho khách hàng và tham gia hệ thống thanh toán trong nước và quốc tế phục vụ các hoạt động của Ngân hàng Phát triển theo quy định của pháp luật.
- Thực hiện một số nhiệm vụ khác do Chính phủ, Thủ tướng Chính phủ giao.